# Četba na pokračování
Četba na pokračování je forma rozhlasového pořadu. Jedná se o tvůrčí prezentaci rozsáhlejšího literárního díla (novely, románu). Text je prakticky vždy upraven (zkrácen), aby vyhovoval specifikaci mluveného projevu a rozdělen do jednotlivých dílů (nejčastěji půlhodinových), které jsou vysílány rozhlasovou stanicí většinou v pravidelném časovém intervalu (například jednou denně nebo jednou týdně)
Vyznění díla je ovlivněno dramatickými schopnostmi interpreta a režiséra pořadu. Vedle četby, kde dílo čte jeden interpret (herec) existuje i dramatizovaná četba na pokračování, kdy je dílo čteno více interprety, obvykle vypravěčem a představiteli hlavních postav čteného díla.